# Севастопольский бульвар
Севастопольский бульвар (фр. Boulevard de Sébastopol) в Париже — одна из главных транспортных артерий города. В своём начале разделяет 1-й и 2-й округа французской столицы, а затем 3-й и 4-й. Назван в честь победы Франции при осаде Севастополя во время Крымской войны.

## Описание
Длина бульвара составляет 1332 метра, а ширина — 30. Он начинается от площади Шатле и идёт на север, продолжаясь затем Страсбургским бульваром. Состоит из трёх автомобильных и одной автобусной полос. Хотя здесь расположено несколько ресторанов и множество бутиков, Севастопольский бульвар не является излюбленным местом досуга, в отличие от кварталов Маре и Ле-Аль, между которыми он располагается.
В 1922 году на этой улице был установлен первый в Европе светофор с привычными тремя цветами.

## Галерея
- Севастопольский бульвар
- Севастопольский бульвар рядом с площадью Шатле
- Водосток под Севастопольским бульваром в начале XX века